# Joe Caletti
Joe Kato Caletti (Sydney, 14 settembre 1998) è un calciatore australiano di origini italiane, centrocampista del Tochigi City.

## Caratteristiche tecniche
Caletti è ampiamente riconosciuto per il suo alto tasso di lavoro e la volontà di competere a centrocampo nonostante la sua bassa statura. La sua compostezza sulla palla e la capacità di eseguire passaggi cruciali ha portato a confronti con l'ex giocatore del Brisbane Roar Massimo Murdocca.

## Carriera

### Club
Ha giocato nella prima divisione australiana.

### Nazionale
Ha giocato nelle nazionali giovanili australiane Under-17 ed Under-23.